# Bactrocera venefica
Bactrocera venefica
 es una especie de insecto díptero que Erich Martin Hering describió científicamente por primera vez en 1938. Esta especie pertenece al género Bactrocera de la familia Tephritidae. Esta especie como plaga agrícola ha sido atacada por los agricultores en Myanmar.